# Twardoskórzak pucharowaty

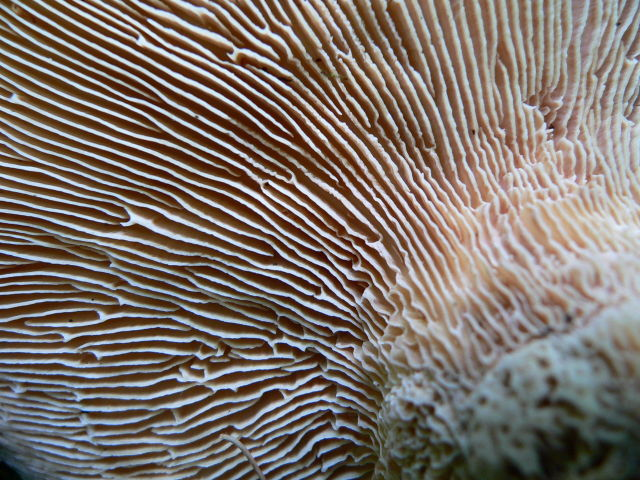

Twardoskórzak pucharowaty, twardziak pucharkowaty (Neolentinus cyathiformis (Schaeff.) Della Maggiora & Trassinelli) – gatunek grzybów z rodziny niszczycowatych (Gloeophyllaceae).

## Systematyka i nazewnictwo
Pozycja w klasyfikacji według Index Fungorum: Neolentinus, Gloeophyllaceae, Gloeophyllales, Incertae sedis, Agaricomycetes, Agaricomycotina, Basidiomycota, Fungi.
Po raz pierwszy takson ten zdiagnozował w 1774 r. Jacob Christian Schaeffer nadając mu nazwę Agaricus cyathiformis. Obecną, uznaną przez Index Fungorum nazwę nadali mu w 2014 r. Della Maggiora i Trassinelli, przenosząc go do rodzaju Neolentinus.
Synonimów naukowych ma około 20. Niektóre z nich:
- Favolus cyathiformis (Schaeff.) E.F. Malysheva, Malysheva & Zmitr. 2004
- Lentinus cyathiformis (Schaeff.) Bres. 1929
- Lentinus schaefferi (Redhead & Ginns) Rauschert 1988
- Neolentinus degener (Kalchbr.) Hrouda 2001
- Neolentinus schaefferi Redhead & Ginns 1985
- Polyporus cyathiformis (Schaeff.) Zmitr. 2010

Władysław Wojewoda w 2003 r. zaproponował polską nazwę twardziak pucharkowaty. Wówczas gatunek ten klasyfikowany był do rodzaju Lentinus (twardziak). W polskim piśmiennictwie mykologicznym opisywany był również jako twardziak kielichowaty. Po przeniesieniu go do rodzaju Neolentinus obydwie polskie nazwy stały się niespójne z nazwą naukową. W 2021 r. Komisja ds. Polskiego Nazewnictwa Grzybów zarekomendowała nazwę twardoskórzak pucharowaty.

## Morfologia
Kapelusz
Średnica 3–10 cm, wyjątkowo do 15 cm. Zazwyczaj owocniki wyrastają grupkami po 2–3. U młodych owocników wypukły lub półkulisty, o powierzchni gliniastoczerwonej i pokrytej drobnymi, brunatnordzawymi łuseczkami. Z wiekiem rozprostowuje się i staje się płaski z niewielkim zagłębieniem, lub nawet kielichowaty, a jego powierzchnia staje się naga, brudno-ochrowożółta.
Blaszki
Początkowo białawe, wąskie, tępe, o równych ostrzach, potem żółtawe, o szerokości 4–8 mm i ostrzach ostrych, delikatnie ząbkowanych. Dość często są widlasto rozgałęzione, a przy trzonie połączone anastomozami. Dość daleko zbiegają po trzonie.
Trzon
Wysokość 3–15 cm, grubość do 7–15 mm, centralny, lub nieznacznie ekscentryczny, twardy, mięsisty, pełny. Powierzchnia o barwie żółtawej, bardzo gęsto pokryta brunatnordzawymi łuseczkami. Podstawa trzonu często korzeniasta, o długości do 5 cm.
Miąższ
Biały, tylko u podstawy trzonu słomiastożółty. U młodych owocników soczysty, szybko jednak twardnieje. Zapach silny, przyjemny.
Cechy mikroskopowe
Strzępki w trzonie o grubości 2,5–4,5 μm, nieamyloidalne. W hymenium brak cystyd i innych płonnych elementów. Podstawki 4–sterygmowe o rozmiarach 35–40 × 6–8 μm. Zarodniki eliptyczno-cylindryczne z ukośną, zaostrzoną podstawą, gładkie, nieamyloidalne o rozmiarach 10–14 × 3,5–4,5 μm.

## Występowanie
Znany jest tylko w Europie i Rosji. Jest bardzo rzadki, liczniej występuje tylko w Europie Południowej. W polskiej literaturze naukowej do 2003 r. podano 8 jego stanowisk. Znajduje się na Czerwonej liście roślin i grzybów Polski. Ma status E – gatunek wymierający, którego przeżycie jest mało prawdopodobne, jeśli nadal będą się utrzymywały czynniki zagrożenia.
Grzyb nadrzewny. Występuje w lasach i parkach na martwym drewnie drzew liściastych, szczególnie na topoli białej i topoli osice. Owocniki wytwarza od czerwca do września.